# Колоденка (Томашпольский район)
Колоде́нка (укр. Колоденка) — село на Украине, находится в Томашпольском районе Винницкой области.
Код КОАТУУ — 0523982001. Население по переписи 2001 года составляет 638 человек. Почтовый индекс — 24245. Телефонный код — 4350.
Занимает площадь 1,904 км².

## Религия
В селе действует Свято-Покровский храм Томашпольского благочиния Могилёв-Подольской епархии Украинской православной церкви.

## Адрес местного совета
24245, Винницкая область, Томашпольский р-н, с. Колоденка, ул. Ленина, 4